# Jaskinia z Dolomitami
Jaskinia z Dolomitami – jaskinia w Dolinie Małej Łąki w Tatrach Zachodnich. Wejście do niej znajduje się w Kotlinach, pomiędzy ramieniem Małołączniaka a granią Wielkiej Turni, na wysokości 1846 m n.p.m. Długość jaskini wynosi 55 metrów, a jej deniwelacja 20,5 metrów.

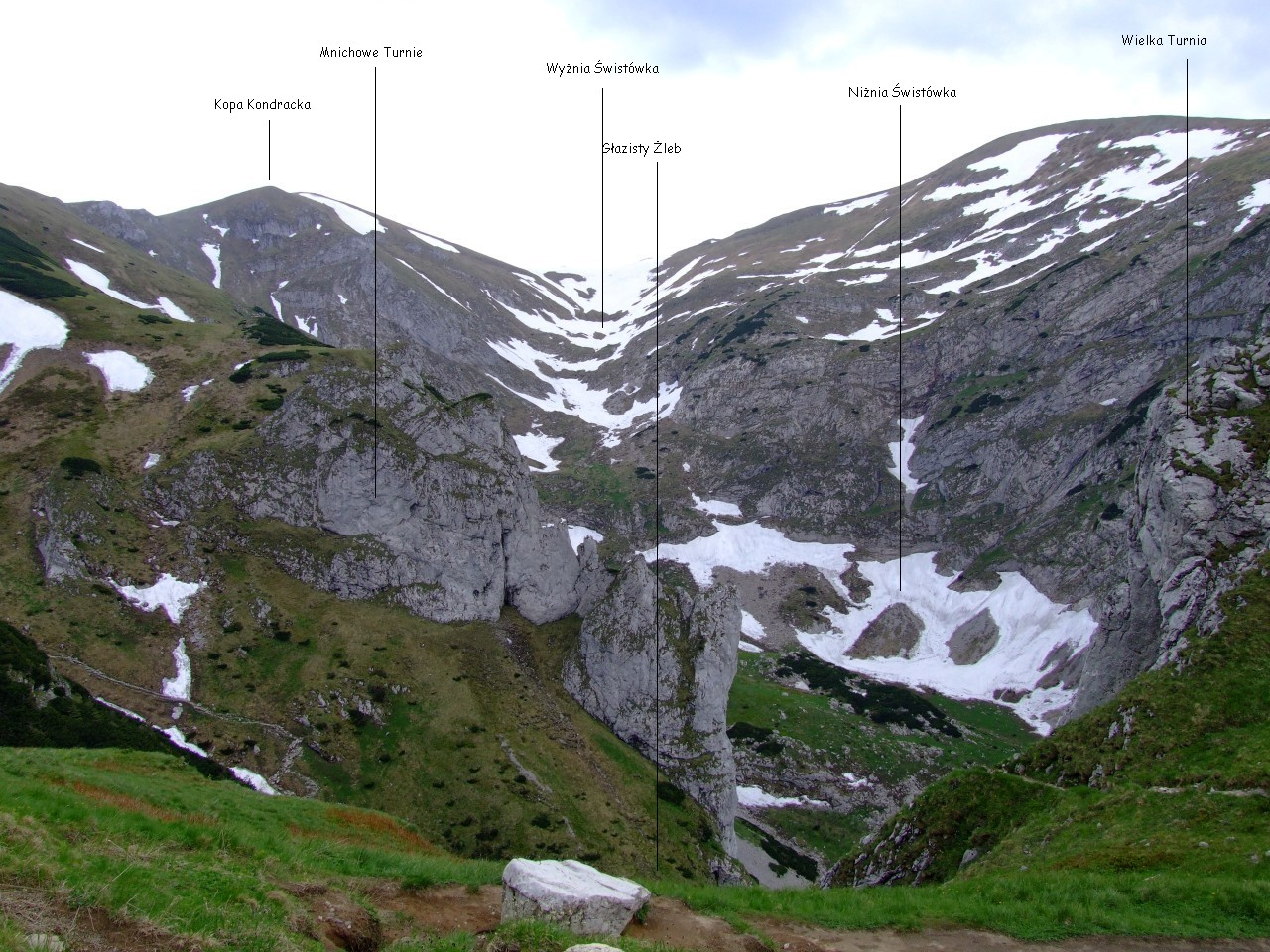
Niżnia Świstówka. Na prawo ściana Kotlin

## Opis jaskini
Początkową część jaskini stanowi niewielka salka, do której od otworu prowadzi niski korytarz urywający się przed nią 2-metrowym progiem. Stąd:
- po prawej stronie idzie stroma pochylnia, gdzie znajduje się najwyżej położony punkt w jaskini. Na końcu pochylni odgałęzia się 5-metrowy korytarz.
- po lewej stronie nad prożkiem zaczyna się korytarzyk, który idzie do pochylni urywającej się 5-metrowym progiem (w bok odchodzi tu korytarzyk kończący się po paru metrach). Dalej obszerny już korytarz dochodzi do najniżej położonego miejsca jaskini. Tu znajduje się zawalisko przekopane w 2004 roku i zaczynają się nowo odkryte korytarze o długości 30 metrów[2].

## Przyroda
W jaskini występują nacieki grzybkowe i cienka polewa naciekowa.
Ściany jaskini są mokre. Widno jest tylko w salce.
W jaskini zamieszkują nietoperze. Jest też kryjówką dla świstaków.

## Historia odkryć
Jaskinia była zapewne znana od dawna. Niemożliwe aby nie znaleźli jej grotołazi z Zakopanego przeszukujący zbocza Małołączniaka w latach sześćdziesiątych. Nie ma jednak żadnych wzmianek na ten temat.
7 września 1979 roku I. Luty przy współpracy H. Hercman sporządziła opis i plan jaskini.
14 sierpnia 2004 roku F. Filar i M. Parczewski przedostali się przez zawalisko, zbadali nowe ciągi w jaskini i sporządzili ich dokumentację.